# Cantharidus capillaceus
Cantharidus capillaceus là một loài ốc biển, là động vật thân mềm chân bụng sống ở biển trong họ Trochidae, họ ốc đụn.

## Phân loài
- C. capillaceus capillaceus
- C. capillaceus coruscans (Hedley, 1916)